# Elżbieta Radziszewska

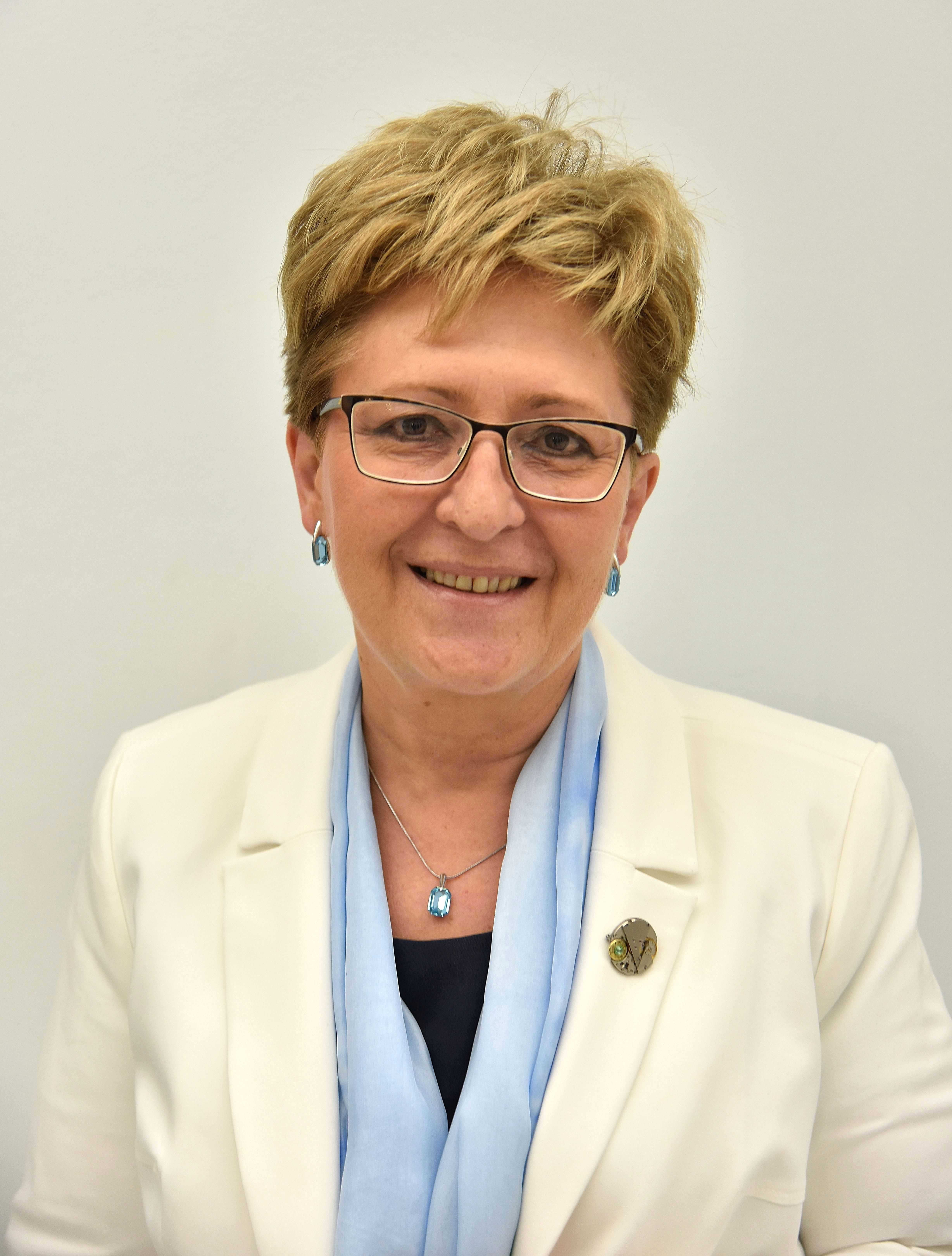
Elżbieta Radziszewska

Elżbieta Radziszewska (* 6. Januar 1958 in Białocin) ist eine polnische Politikerin der Platforma Obywatelska (Bürgerplattform).

## Werdegang
Sie studierte Medizin an der Medizinischen Akademie Łódź (heute Medizinische Universität Łódź). 1982 wurde sie Assistentin im Regionalkrankenhaus in Piotrków Trybunalski. 1991 bis 2001 war sie in einer privaten Arztpraxis als Ärztin tätig.
Bei der Parlamentswahl 1997 trat sie für die Unia Wolności an und zog erstmals in den Sejm ein. 2001 wechselte sie zur neu gegründeten Bürgerplattform. Mit dieser war sie auch bei der Wahl 2001, 2005 und der vorgezogenen Wahl 2007 erfolgreich. Seit dem 17. März 2008 war sie als Staatssekretärin in der Kanzlei des Ministerpräsidenten tätig. Am 30. April desselben Jahres wurde sie Gleichstellungsbeauftragte der Regierung. Sie übte beide Ämter bis zum 21. November 2011 aus. Am 24. September 2014 wurde sie zum Vizemarschall des Sejm gewählt; sie folgte in diesem Amt Cezary Grabarczyk nach. 
Elżbieta Radziszewska ist verheiratet.